# 徳島県道139号船戸切幡上板線
徳島県道139号船戸切幡上板線（とくしまけんどう139ごう ふなどきりはたかみいたせん）は、徳島県吉野川市から板野郡上板町に至る一般県道である。

## 概要

### 路線データ
- 起点：吉野川市山川町一里塚（国道192号交点）
- 終点：板野郡上板町瀬部（徳島県道15号徳島吉野線交点）
- 総延長：現道26,407 m/新道195 m[1]
- 実延長：現道25,606 m/新道195 m[1]
- 重用延長：現道801 m[1]

## 歴史
- 1959年（昭和34年）1月31日 - それまでの徳島県道4路線（鍛冶屋原八幡線、切幡市場線、伊沢市場線、伊沢岩津線）を統合、徳島県道18号船戸切幡上板線として認定。
- 1972年（昭和47年）3月10日 - 現在の徳島県道139号船戸切幡上板線として再認定。
- 2022年（令和4年）12月17日 - 土成工区の一部区間 (0.4 km) の開通により、土成工区 (2.3 km) が全線開通[2]。

## 路線状況

### 重複区間
- 徳島県道12号鳴門池田線（板野郡上板町引野鎌田）

### 道路施設

#### 橋梁
- 岩津橋 - 吉野川。

## 地理

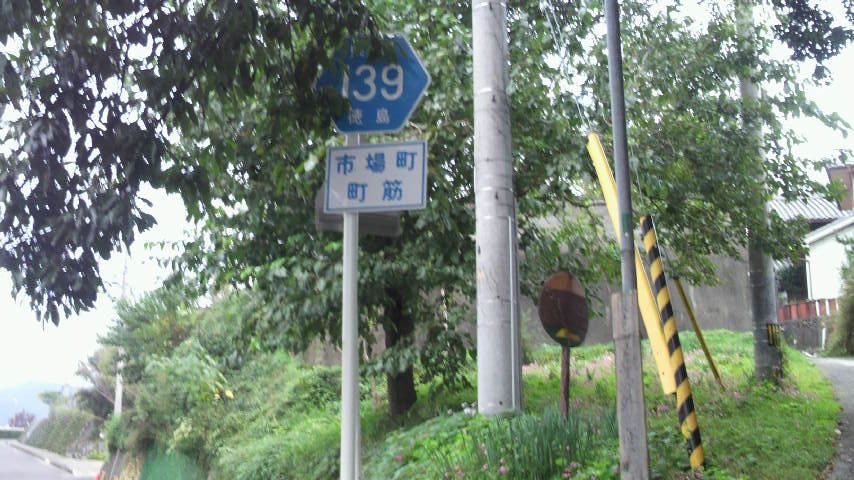
県道標識
（阿波市市場町町筋）

### 通過する自治体
- 徳島県
  - 吉野川市 - 阿波市 - 板野郡上板町

### 交差する道路
| 交差する道路                                        | 市町村名 | 市町村名 | 交差する場所   | 交差する場所 |
| --------------------------------------------------- | -------- | -------- | -------------- | ------------ |
| 国道192号 国道193号 重複                            | 吉野川市 | 吉野川市 | 山川町一里塚   | 起点         |
| 徳島県道12号鳴門池田線                              | 阿波市   | 阿波市   | 阿波町岩津     |              |
| 徳島県道198号阿波土柱線                             | 阿波市   | 阿波市   | 阿波町善地     |              |
| 香川県道・徳島県道3号志度山川線                     | 阿波市   | 阿波市   | 阿波町東柴生   |              |
| 徳島県道246号仁賀木山瀬停車場線                     | 阿波市   | 阿波市   | 市場町大俣八幡 |              |
| 香川県道・徳島県道2号津田川島線                     | 阿波市   | 阿波市   | 阿波町平川原北 |              |
| 徳島県道125号市場学停車場線                         | 阿波市   | 阿波市   | 市場町市場町筋 |              |
| 徳島県道237号切幡川島線                             | 阿波市   | 阿波市   | 市場町切幡観音 |              |
| 徳島県道236号浦池南原線                             | 阿波市   | 阿波市   | 土成町土成実安 |              |
| 国道318号                                           | 阿波市   | 阿波市   | 土成町吉田東又 |              |
| 徳島県道235号宮川内牛島停車場線                     | 阿波市   | 阿波市   | 土成町高尾林   |              |
| 徳島県道12号鳴門池田線 重複区間起点                 | 板野郡   | 上板町   | 引野鎌田       |              |
| 徳島県道12号鳴門池田線 重複区間終点                 | 板野郡   | 上板町   | 引野鎌田       |              |
| 徳島県道14号松茂吉野線                              | 板野郡   | 上板町   | 七條橋本       |              |
| 徳島県道15号徳島吉野線 徳島県道137号土成徳島線 重複 | 板野郡   | 上板町   | 瀬部           | 終点         |

### 沿線
- 吉野川
- 阿波吉野川警察署 阿波西交番
- 四国八十八箇所6番札所安楽寺、7番札所十楽寺、8番札所熊谷寺、10番札所切幡寺
- 市場公園